# Porto das Ribeiras de Santa Cruz

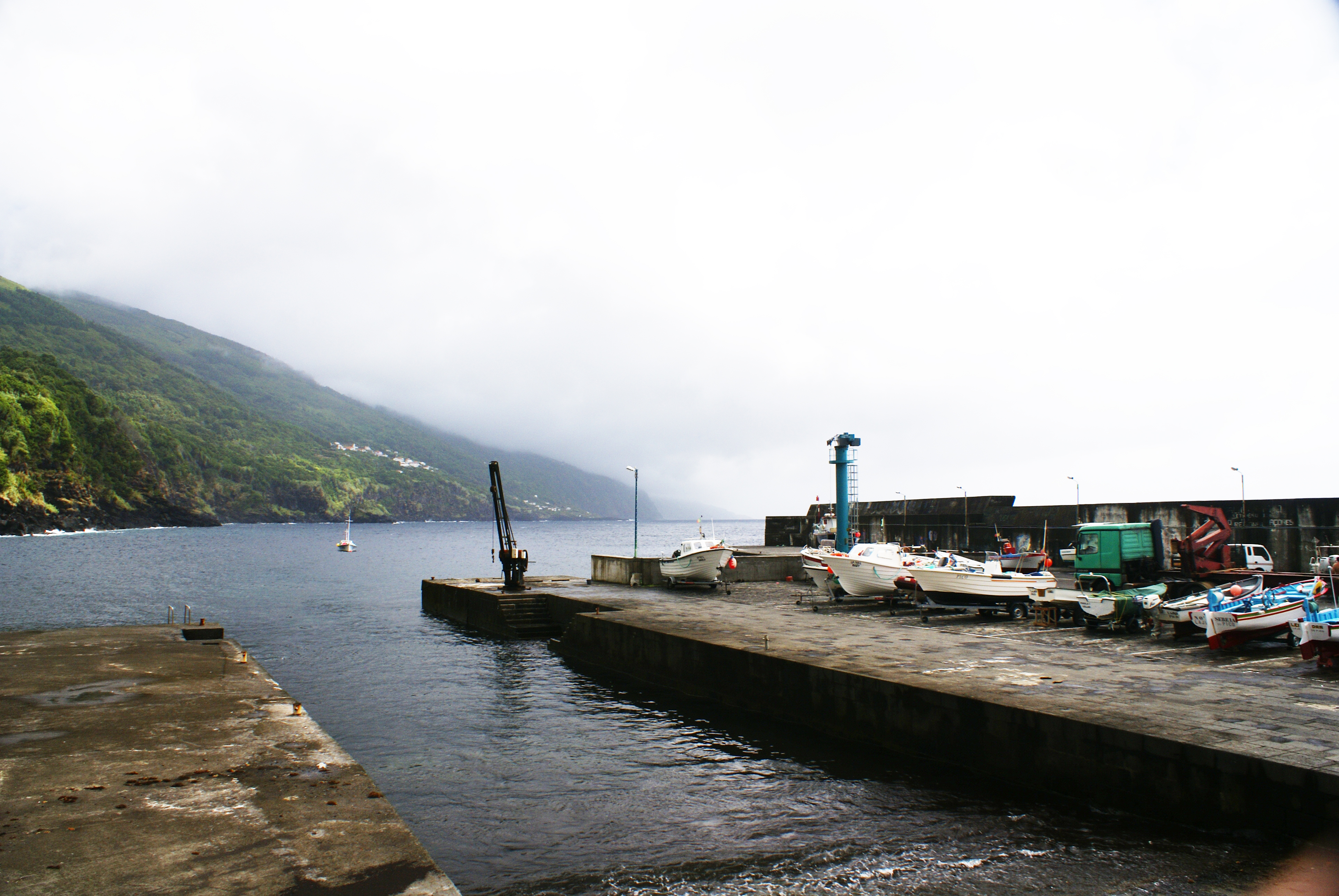
Porto das Ribeiras de Santa Cruz.

O Porto das Ribeiras de Santa Cruz é uma instalação portuária portuguesa, localizada no povoado de Santa Cruz das Ribeiras, freguesia das Ribeiras, concelho das Lajes do Pico, ilha do Pico, arquipélago dos Açores.
Esta instalação portuária é principalmente utilizada para fins Pesca|piscatórios e de recreio.